# Фресно
 Тази статия е за града в САЩ.  За окръга вижте Фресно (окръг).  
Фрѐсно (на английски: Fresno) е град в Калифорния и окръжен център на окръг Фресно. Населението на Фресно е 542 107 съгласно 2020 Census, а на метрополния му регион 1 008 654 жители. Фресно е 5-ият по големина град в Калифорния, най-големият град във вътрешността на щата, както и 33-ия по население в САЩ.
Фресно също е третият по брой на испаноговорещите жители град в Съединените щати, като през 2020 г. 50,5% от населението му е испаноговорещо.
Фресно се намира на около 300 km на югоизток от Сан Франциско и на около 352 km на север-северозапад от Лос Анджелис.
Първият европеец, който влиза в долината Сан Хоакин, е Педро Фагес през 1772 г. Окръг Фресно е създаден през 1856 г. след Калифорнийската златна треска. Наречен е заради изобилните ясени (на испански: fresno), обгръщащи река Сан Хоакин.

## Известни личности
Родени във Фресно
- Армен Алчиан (1914 – 2013), икономист
- Крис Бънч (1943 – 2005), писател
- Джеймс Ван Хофтен (р. 1944), космонавт
- Тони Кери (р. 1953), музикант
- Лий Кронбах (1916 – 2001), психолог
- Барбара Морган (р. 1951), космонавт
- Рафи Ованисян (р. 1959), арменски политик
- Сам Пекинпа (1925 – 1984), режисьор
- Уилям Сароян (1908 – 1981), писател
- Ник де Фирмиан (р. 1957), шахматист

Починали във Фресно
- Андраник Озанян (1865 – 1927), арменски офицер

## Побратимени градове
- Кочи, Япония
- Мюнстер, Германия
- Верона, Италия